# Szmaragdotanagra czarnogardła
Szmaragdotanagra czarnogardła, tęczanka czarnogardła (Chlorochrysa calliparaea) – gatunek małego ptaka z rodziny tanagrowatych (Thraupidae). Występuje w Andach. Nie jest zagrożony wyginięciem.

## Taksonomia
Po raz pierwszy gatunek opisał Johann Jakob von Tschudi w 1844. Opis ukazał się na łamach „Archiv für Naturgeschichte”; zawierał opis upierzenia i długość ciała. Autor nadał nowemu gatunkowi nazwę Callospiza calliparaea. Holotyp pochodził z Junín w Peru, z lokalizacji nazwanej lasem Chinchon. Obecnie (2021) Międzynarodowy Komitet Ornitologiczny (IOC) umieszcza szmaragdotanagrę czarnogardłą w rodzaju Chlorochrysa, wyróżnia 3 podgatunki. Podgatunek fulgentissima jest czasami traktowany jako odrębny gatunek. Osobniki z zachodniej Wenezueli (jedynie obserwowane) mogą być przedstawicielami C. c. bourcieri lub nieopisanego jeszcze podgatunku.

## Podgatunki i zasięg występowania
IOC wyróżnia następujące podgatunki:
- C. c. bourcieri (Bonaparte, 1851) – południowa Kolumbia (zachodnie stoki wschodnich Andów, od Cundinamarca na południe po przód doliny rzeki Magdalena w Huila) na południe po wschodni Ekwador i północne Peru (Region Huánuco na południe po dolinę rzeki Huallaga)[8]
- C. c. calliparaea (Tschudi, 1844) – szmaragdotanagra czarnogardła[3] – wschodnie stoki Andów w Peru (Region Pasco na południe po północny region Ayacucho)[8]
- C. c. fulgentissima Chapman, 1901 – szmaragdotanagra modrogardła[3] – wschodnie stoki Andów w Peru (Region Cuzco) na południe po Boliwię (departament Cochabamba)[8]

## Morfologia
Długość ciała wynosi blisko 12 cm. U 5 osobników z Serranía de los Churumbelos (Kolumbia) długość ciała wyniosła 120,6 ± 9,56 mm, a masa ciała – 36,58 ± 2,23 g. Skrzydło u tych samych osobników mierzyło 67,2 ± 3,27 mm długości. Przy opisie nowego podgatunku, C. c. fulgentissima, Chapman wskazał wymiary holotypu (oryginalnie w calach), w tym długość ogona ok. 43 mm, długość dzioba ok. 10,5 mm i długość skoku ok. 18,5 mm.
Szmaragdotanagra czarnogardła to mała tanagra o mocnych nogach, w większości zielonym upierzeniu i pomarańczowych plamach po bokach szyi. U dorosłego samca podgatunku nominatywnego większość piór ma kolor szmaragdowozielony, połyskliwy, a u nasady czarny. Można dostrzec złotopomarańczową plamkę na czubku głowy i pomarańczowordzawy pas przechodzący przez kuper. Trzy środkowe pary sterówek są ciemnozielone z ostro zarysowanymi jaskrawozielonymi krawędziami, reszta ma kolor czarny. Lotki I, II i III rzędu mają zielone chorągiewki zewnętrzne i czarne chorągiewki wewnętrzne, do tego jaskrawozielone krawędzie. Gardło czarne, styka się z pomarańczowymi plamami po obu stronach szyi. Niższą część piersi i brzuch porastają opalizujące pióra barwy niebieskiej lub zielonej. Samicę cechuje podobna kolorystyka, jednak wyróżnia się ogółem bardziej matowym odcieniem zielonego. Możliwe, że te tanagry postrzegają dichromatyzm płciowy silniej ze względu na zdolność widzenia ultrafioletu. U młodych osobników w upierzeniu przeważa matowa zieleń. 
Przedstawiciele C. c. fulgentissima różnią się od ptaków podgatunku nominatywnego żółtym środkiem wierzchu głowy, szkarłatnymi fragmentami upierzenia na szyi i kuprze, turkusową niższą częścią grzbietu oraz hiacyntowym gardłem, piersią i paskiem biegnącym przez środek brzucha.

## Ekologia i zachowanie

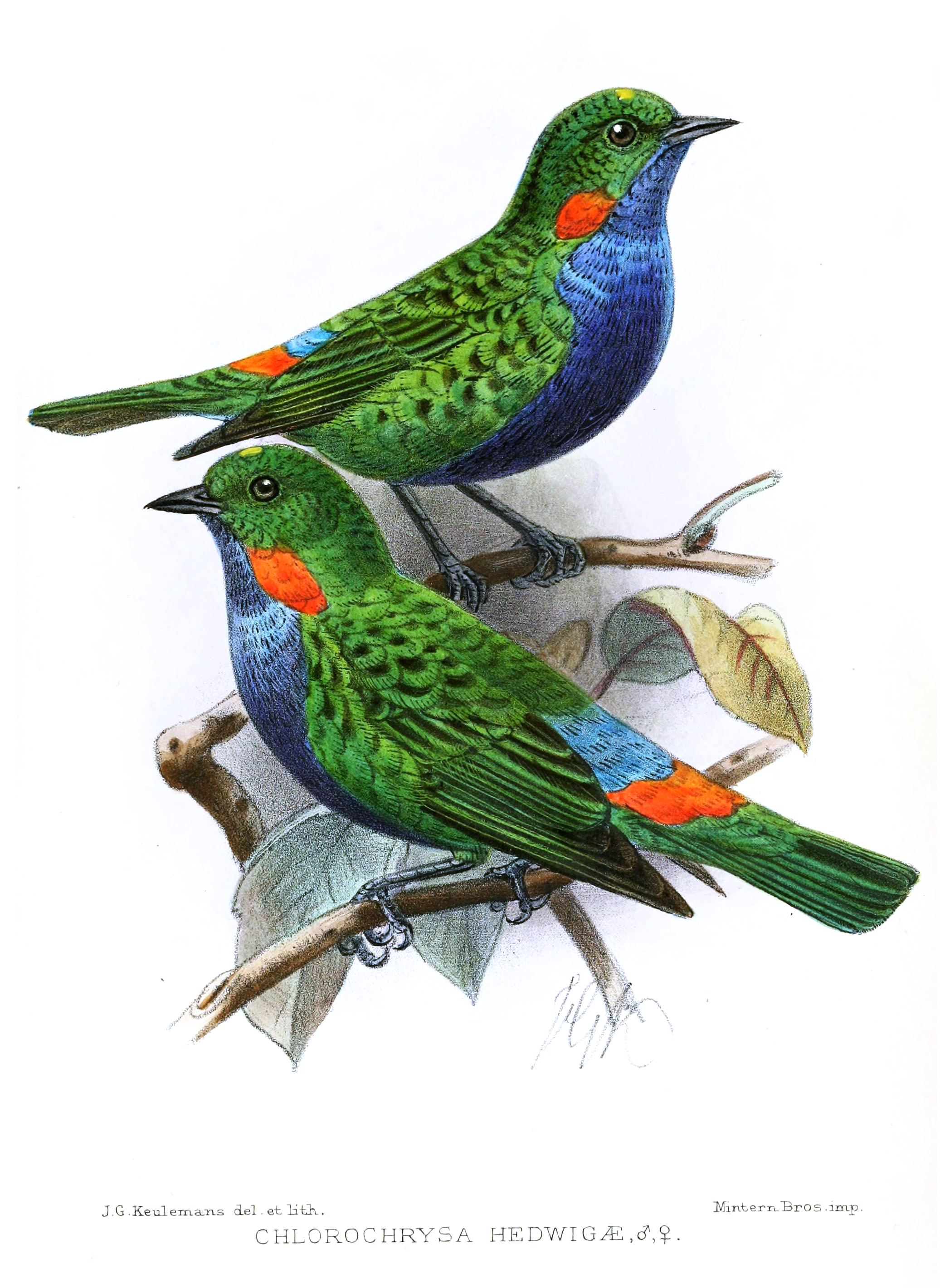
Szmaragdotanagra modrogardła (C. c. fulgentissima) – samiec i samica. Ilustracja z 1901

Szmaragdotanagra czarnogardła bywała odnotowywana na wysokości od 900 do 2000 m n.p.m. Preferowanym środowiskiem tych ptaków są wilgotne lasy z licznymi mchami i epifitami (lasy mgliste). Zamieszkuje również obrzeża lasów i zadrzewienia wtórne. Żywi się bezkręgowcami oraz owocami, zwłaszcza jagodami, np. Miconia i innych zaczerniowatych. Prawdopodobnie reprezentanci gatunku prowadzą osiadły tryb życia.

### Lęgi
Do 2012 nie było żadnych informacji dotyczących rozrodu gatunku. W latach 2009–2010 prowadzono w Parku Narodowym Manú badania nad 5 gniazdami szmaragdotanagr czarnogardłych, ich wyniki ukazały się w czerwcu 2012. Były to również pierwsze bardziej szczegółowe informacje dotyczące lęgów jakiegokolwiek przedstawiciela Chlorochrysa (wcześniej ukazał się jedynie pobieżny opis gniazda szmaragdotanagry lśniącej, C. phoenicotis). 
Odkryte 5 gniazd szmaragdotanagry czarnogardłej cechowała unikatowa lokalizacja – w kępie zwisającego mchu. Struktura gniazda jest jednak podobna, jak u innych tanagr. Umieszczone były 2–4 m nad ziemią. We wszystkich gniazdach w momencie odkrycia znajdowało się jedno jajo lub jedno pisklę; zostały znalezione w październiku i listopadzie. Miały jedno lub dwa boczne wejścia. W jego strukturze dało się wyróżnić dwie warstwy – zewnętrzną, złożoną głównie z mchów, łodyg paproci i korzeni – oraz wewnętrzną – zbudowaną z delikatnych włókien roślin jednoliściennych i puchu roślinnego bromeliowatych. Przeciętne zewnętrzne wymiary gniazd wynosiły blisko 93 na 76 mm przy wysokości 49 mm. Odnalezione jaja miały wymiary 22,1 ± 0,91 na 15,5 ± 0,38 mm. Ich masa przed rozpoczęciem rozwoju zarodka wynosiła 2,9 ± 0,3 g. Na podstawie obserwacji i zachowań innych tanagr autorzy wywnioskowali, że jedynie samica wysiaduje. Pierwszego dnia życia badane pisklę było pokryte czarnym puchem na głowie, grzbiecie, kuprze i bokach ciała, ważyło 4,15 g. W 7. dniu życia młode zaczęło otwierać oczy, były całkowicie otwarte w 9. dniu życia. W 14. dniu życia dziób młodego był już całkiem czarny, a samo pisklę miało żółtą obrączkę oczną, zielone upierzenie i niebieskie pióra na brzuchu. Stało się w pełni opierzone po 20 dniach życia i następnego dnia opuściło gniazdo; ważyło wtedy 16,95 g.

## Status zagrożenia
IUCN od 2016 uznaje szmaragdotanagrę czarnogardłą i modrogardłą za dwa odrębne gatunki i klasyfikuje je następująco:
- szmaragdotanagra czarnogardła (C. calliparaea) – gatunek najmniejszej troski (LC, Least Concern). Ptak opisywany jako rzadki; trend liczebności populacji oceniany jako spadkowy ze względu na niszczenie środowiska[2][13].
- szmaragdotanagra modrogardła (C. fulgentissima) – gatunek najmniejszej troski (LC, Least Concern). Ptak opisywany jako rzadki; trend liczebności oceniany jako spadkowy[7].